# Løjt Sogn
Løjt Sogn (dt.: Loit) ist eine Kirchspielsgemeinde (dän.: Sogn)  auf der gleichnamigen Halbinsel in Nordschleswig im südlichen Dänemark, die sich nordöstlich an die Stadt Aabenraa (deutsch: Apenrade) anschließt und ehemals der Harde Rise Herred zugehörte. Bis 1970 gehörte sie zum damaligen Åbenrå-Sønderborg Amt und danach zur Aabenraa Kommune im damaligen Sønderjyllands Amt, die im Zuge der Kommunalreform zum 1. Januar 2007 in der „neuen“  Aabenraa Kommune in der Region Syddanmark aufgegangen ist.

## Gemeindegebiet

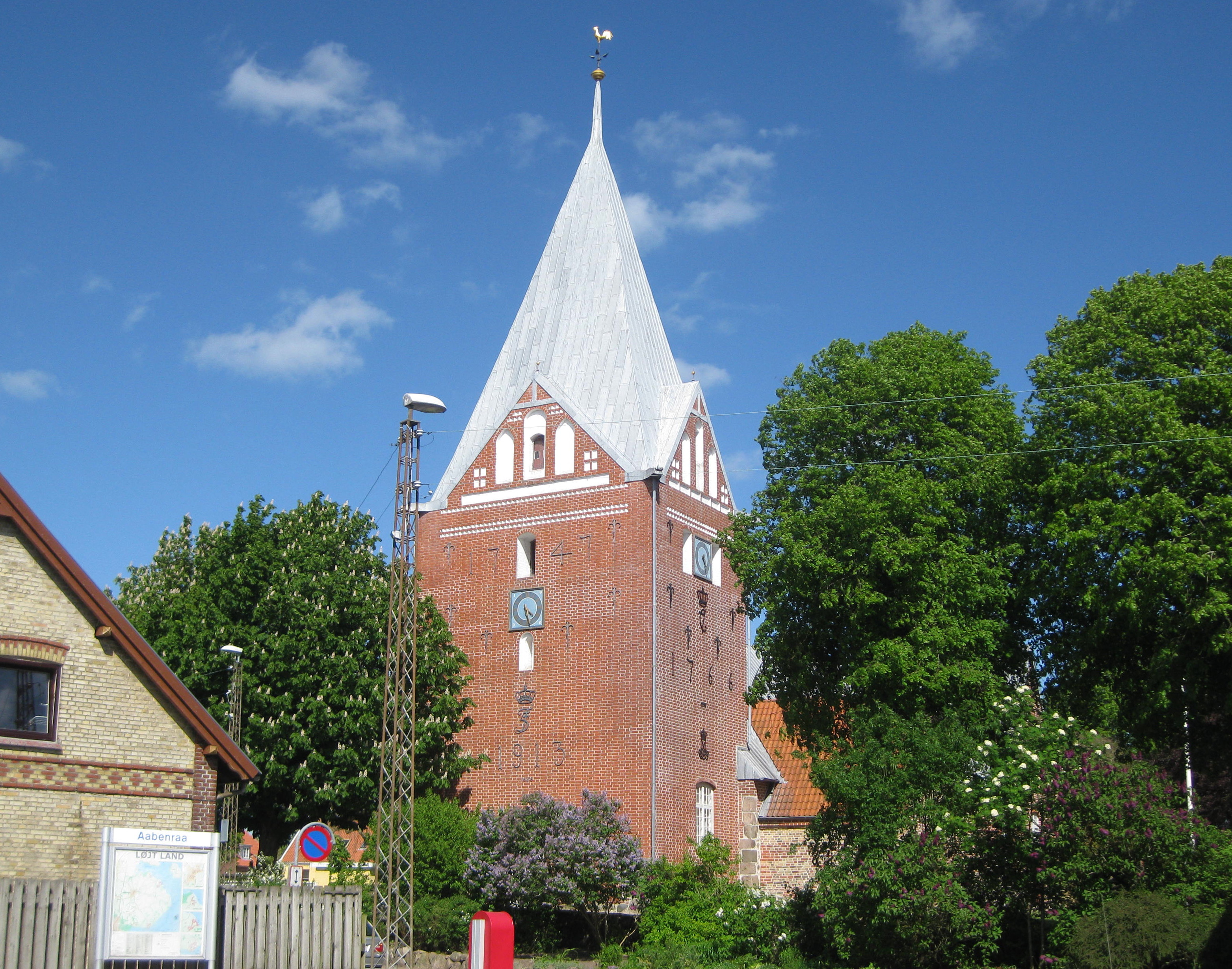
Løjt Kirche

Der Løjt beziehungsweise das Løjt Land bildet eine Halbinsel zwischen Apenrader Förde im Süden, dem Kleinen Belt im Osten und der schmalen Gennerbucht im Norden. Nordöstlich vorgelagert ist die kleine Insel Barsø, die ebenfalls zur Gemeinde Løjt gehört. Während der Westen der Gemeinde aus relativ ebenem und teilweise moorigem Geestland besteht, besteht der größere östliche Teil aus einer teilweise stark zerklüfteten Moränenlandschaft mit bis durchschnittlich 40 bis 55 m hohen Anhöhen, zwischen denen kleinere Wasserläufe vor allem im Norden der Halbinsel teilweise tiefe Schluchten gebildet haben. Ein solcher Wasserlauf findet sich zum Beispiel bei der Rundemølle, die heute Heimatmuseum des lokalgeschichtlichen Vereins ist. Der tiefe Einschnitt des Genner Hoel bildet gleichzeitig die Nordgrenze des Løjt. Höchste Erhebung in der Gemeinde ist der Trendberg bei Løjt Skovby mit 92 m.
Das Gebiet der Gemeinde Løjt umfasst etwa 55,7 km². Bei der letzten Zählung vor der Eingemeindung (1960) wohnten 2600 Bürger in der Gemeinde, am 1. Januar 2023 waren es 3500. Siedlungsschwerpunkt ist der Kirchort Løjt Kirkeby mit 2357 Einwohnern (Stand 1. Januar 2023), das mit zahlreichen neuen Einfamilienhausquartieren den Großteil der neuen Einwohner aufgenommen hat. Ansonsten bestimmen sehr kleine Dörfer, Streusiedlungen und Einzelhöfe das Siedlungsbild. Das ganz im Osten gelegene zweitgrößte Dorf der Gemeinde Barsmark ist ein langgestrecktes, locker bebautes Straßendorf. Løjt Kirkeby ist nach Aabenraa größte Siedlung innerhalb der alten Kommune. Das übrige Loitland ist landwirtschaftlich geprägt, an den Küsten gibt es mehrere touristische Einrichtungen, namentlich an den Stränden von Loddenhøj, Sandskær und Skarrev.

## Geschichte
Mit seinen fruchtbaren Lehmböden war das Løjt Land von jeher ein wohlhabendes Bauernland. Zeitweise spielte jedoch auch die Seefahrt eine nicht unbedeutende Rolle. Verwaltungstechnisch gehörte das Gebiet über Jahrhunderte zur Rise Herred (dt.: Riesharde) des Amtes Apenrade. Doch hatten der Schleswiger Bischof und das Schleswiger Domkapitel hier ebenfalls einzelne Besitzungen, während der Adel anders als in den übrigen östlichen Landesteilen des alten Herzogtums Schleswig nur schwach und kurzzeitig vertreten war.
Mit dem Amt Apenrade gehörte das Løjt Land von 1544 bis 1713 zum Teilherzogtum Schleswig-Holstein-Gottorf. 1867 wurde das ganze Herzogtum Schleswig nach dem Deutsch-Dänischen Krieg preußisch, das Amt Apenrade blieb jedoch mit fast unveränderten Grenzen als Kreis Apenrade bestehen. Nach Auflösung der Harden wurde 1889 der Amtsbezirk Loit aus den Landgemeinden Bodum, Stollig, Kirkeby, Norby, Schauby, Hökeberg, Barsmark und Barsoe gebildet.
Bei der Volksabstimmung in Schleswig im Jahr 1920 standen 353 deutschen Stimmen 1119 dänische gegenüber. Als Teil der 1. Abstimmungszone wurde das Gebiet als Løjt Land nun wieder Teil des Königreichs Dänemark. Das Amt Apenrade überstand kaum verändert als Aabenraa Amt auch diese staatsrechtliche Neuerung. 1970 wurden die nordschleswigschen Ämter zu Sønderjyllands Amt zusammengefasst. Gleichzeitig wurde Løjt ein Teil der Kommune Aabenraa. 2007 wurde diese Kommune mit mehreren Nachbarkommunen zu einer Einheit mit 60.000 Einwohnern vereinigt, die ebenfalls Aabenraa Kommune heißt.

## Verkehr
Hauptverkehrsader ist die Fernstraße 170, die bis zur Fertigstellung der Autobahn (E 45) Teil der wichtigsten Nord-Süd-Verbindung in Dänemark war. Sie verläuft im Westen der Gemeinde in Nord-Süd-Richtung durch Bodum und verbindet die Nachbarstädte Aabenraa und Haderslev miteinander. Da das Løjt Land eine Halbinsel bildet, haben die übrigen Straßen nur lokale Bedeutung.
Eine Fähre verbindet die kleine Insel Barsø (13 feste Einwohner 2023) mit dem Festland. Der Fährplatz Barsø Landing liegt zwischen Sandskær und Loddenhøj im Nordosten der Halbinsel.
Von 1901 bis 1926 durchzog die Strecke Aabenraa–Løgumkloster der Apenrader Kreisbahn das Løjt Land. Die Verbindung war jedoch sehr langsam, da die Bahn große Umwege nahm, um alle Orte zu bedienen. Allein im Kirchspiel Løjt gab es sechs Haltepunkte, nämlich Knapp, Stollig, Løjt-Skovby, Barsmark, Loit Kirkeby und Løjt-Norby. Schon 1926 wurde die Bahn als erste Verbindung in Dänemark überhaupt ersatzlos aufgegeben. Während der westliche Teil der Schmalspurbahn zu einer Staatsbahn auf einer ziemlich geraden Strecke zwischen den beiden Endstationen umgebaut wurde, verlor das Løjt Land seinen Eisenbahnanschluss für immer, es wurde verstärkt auf den Ausbau des Straßenverkehrs gesetzt.

## Wirtschaft
Die fruchtbare Halbinsel Løjt ist traditionell ein wohlhabendes Bauernland. Zwar hat die Landwirtschaft hier wie überall an Bedeutung verloren, ist aber nach wie vor ein wichtiger Wirtschaftsfaktor. An Bedeutung zugenommen hat der Tourismus, und zwar sowohl durch Badeurlaub an den Stränden des Kleinen Belt und des Åbenrå Fjord (ein Schwerpunkt ist Loddenhøj im Nordosten) als auch durch Urlaub auf dem Bauernhof. Die Fülle an ländlichen Baudenkmälern und landschaftlicher Schönheit zieht auch zahlreiche Tagesgäste aus anderen Gebieten an. Løjt Kirkeby ist Einkaufsort für die gesamte Halbinsel, sofern sich die Bewohner nicht nach Aabenraa wenden.

## Bildung und Kultur
Die meisten für Løjt zuständigen Kultur- und Bildungseinrichtungen befinden sich heute in Aabenraa. In Løjt Kirkeby befindet sich jedoch eine Dörfergemeinschaftsschule für die gesamte Gemeinde, an die auch eine Bibliothek angeschlossen ist. Die Existenz der Bibliothek ist durch die seit 2007 gültige Strukturreform allerdings gefährdet. In Lojt-Skovby liegt ein deutscher Kindergarten. Die Kinder gehen später allerdings in Aabenraa zur Schule. Avbæk im Süden der Gemeinde ist Standort einer Nachschule.

## Sehenswürdigkeiten
Die romanische Løjt Kirke gilt als eine der schönsten im gesamten Schleswiger Land. Sie besteht aus Schiff und Chor sowie später hinzugefügten Kreuzarmen, Sakristei, Vorhalle und einem eindrucksvollen gotischen Turm, der dem im Nordwesten des alten Herzogtums vorherrschenden Törninglehn-Typus ähnelt. Berühmtestes Ausstattungsstück ist der spätgotische Flügelaltar, der an Größe sogar die Altäre der benachbarten Stadtkirchen übertrifft.
Das Løjt Land ist überreich mit eindrucksvollen Bauernhöfen ausgestattet, von denen nicht wenige die im übrigen Schleswig ungewöhnliche Vierflügelform zeigen. Viele wurden in den letzten Jahren restauriert. Auch in Løjt Kirkeby gibt es einige eindrucksvolle Reetdachbauten.
Das zweitgrößte und am weitesten östlich gelegene Dorf Barsmark weist ein nahezu vollständig erhaltenes historisches Ortsbild aus eindrucksvollen Vierseithöfen, aber auch kleineren Katen- und Insthäusern auf, denen nur wenige jüngere Bauten gegenüberstehen. Im September beeindruckt die Allee aus alten Mehlbeerbäumen, die sich entlang der Hauptstraße des langgestreckten und relativ locker bebauten Dorfes zieht.
In der Nähe von Stollig liegt die alte Wassermühle Knapp. Das Restaurant wurde vor einigen Jahren im alten Stil restauriert und zählt heute wieder zu den bekanntesten Gaststätten im Landesteil. Unweit von hier lag eine Station der Apenrader Kreisbahn. In der Nähe wird die Landstraße nach Stollig und Løjt Kirkeby (Stennevej) von einem vorbildlich erhaltenen Viadukt überspannt, einem der schönsten Denkmäler der alten Kleinbahn.
In der alten Wassermühle Rundemølle im Norden der Landschaft befindet sich ein kleines Heimatmuseum. Oberhalb der Schlucht liegt ein Parkplatz, von dem man den wohl schönsten Ausblick im ganzen Landesteil hat.
Das Hügelland verfügt über eine außergewöhnliche Fülle an Naturschönheiten. Dazu gehören die teilweise recht steilen Hügel, mehrere Bachschluchten, regelrechte Hohlwege, Wälder und Strände. Auch die Bahntrasse ist teilweise als besonders schöner Rad- und Wanderweg erhalten (Knappstien). Ein besonderes Naturerlebnis ist schließlich die Insel Barsø.
Entlang der Ostseeküste gibt es mehrere Badestrände, von denen die bei Loddenhøj und Skarrev die bekanntesten sind.
Myrpold ist eine drei Meter lange Grabkiste, die aus zehn Tragsteinen und zwei Decksteinen besteht. Die Megalithanlage liegt beim Ort Skarrev.